# Guayoyo Express
Guayoyo Express es una teleserie venezolana producida por la cadena Televen en el año 2005 y transmitida a partir de ese mismo año. La producción se convirtió en la segunda serie de esa cadena, después de Los Últimos del año 2001.
Las grabaciones empezaron el 24 de febrero de 2005. Es protagonizada por los primeros actores venezolanos Mimí Lazo, Anabell Rivero y Carlos Mata, con la participación antagónica de Sabrina Seara y Willy Martin.

## Sinopsis
Una familia venezolana, acostumbrada a la buena vida, a los privilegios y placeres citadinos, se ve en la necesidad de mudarse de la ciudad a un pequeño pueblo llamado Guaicamoa.
El padre, un hombre apasionado que se preocupa por un mejor destino para su familia, su esposa, una mujer acostumbrada a los lujos y a la vida de ciudad y los hijos, dos adolescentes que no se encuentran a gusto con esta nueva historia que les toca emprender, son el centro de todos los acontecimientos de este Guayoyo Express que te invitamos a descubrir.
Pueblo y ciudad expresan sus diferencias a través de la vida de estos personajes, que junto al alcalde y su esposa, la veterinario y otros, formarán parte de un rico intercambio cultural muy típico de nuestros países latinoamericanos.

## Elenco

### Protagonistas
- Mimí Lazo como Paula Ernestina Aristigueta Esposa de Ramón.[1]
- Carlos Mata como Ramón Lozada dueño del Café.[1][3]
- Sabrina Seara como María Fernanda Lozada Aristigueta '''Mafer Lozano'''  Hija mayor de Ramón y Paula.[1][4]
- Willy Martin como Víctor Manuel Lozada Aristigueta Hijo menor de Ramón y Paula.[1]

### Elenco secundario
- Anabell Rivero como  La Dra. Ana
- Jossué Gil como Modesto Armas, alcalde de Guaicamoa.
- Tibisay Robles como María Trinidad Guarache Mata, esposa de Modesto Armas.
- Guillermo Canache como Inocencio Bello, el policía.
- Marta Carbillo como Primitiva "Primi" Dominga.
- Rodolfo Gómez Leal como Padre Santiago.
- Augusto Galíndez como Valentín Lozada, hermano de Ramón.
- Juan Hilario Pérez
- César Quintero como Herminio Matacaña.
- Verushka Scalia como Rita Coromoto Pacheco
- Miguel Gutiérrez  como Chuíto.
- Pedro Luis Navas
- José Pablo Álvarez
- Lorna Paz como Pola[6]
- Aura Rivas como Chabela de Armas, madre de Modesto.
- Carlos Arraíz como Locuaz Camargo Parle.[7]
- Ruddy Rodríguez
- Estelita del Llano
- Gabriela Vergara[8]
- Wilmer Machado "Coquito"
- Yúlika Krausz

## Escritores
- Caque Armas
- Ciro Acevedo
- Selene Quiroga
- Carlos Eloy Castro
- Marisabel Dávila
- Eduardo Burger
- Héctor Orbegozo
- Abraham Fernández
- Carlos Opitz (dialoguista)

## Producción
- Gerencia de General: Germán Pérez Nahím[9]
- Gerencia de Producción: Eduardo von Jess
- Producción Ejecutiva: Juan Carlos Ariza
- Dirección General: Juan Carlos Ariza
- Producción General: Joel Arcia
- Dirección Post-Producción: Virginia Rojas